# Crise de 16 de maio de 1877

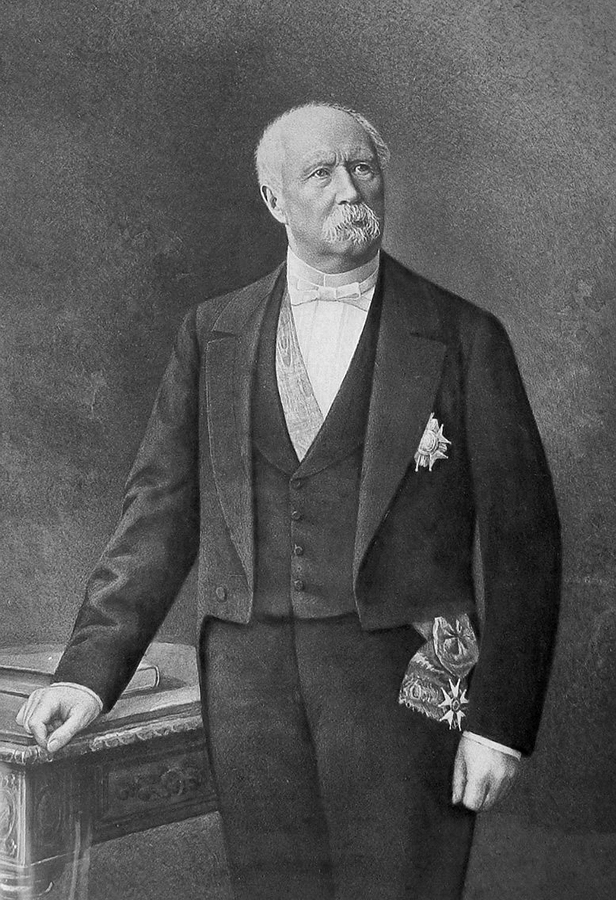
Retrato oficial do presidente Mac Mahon.

A crise de 16 de maio de 1877 foi uma crise constitucional da Terceira República francesa, e que opôs o presidente da República, o marechal Patrice de Mac Hamon, monárquico, contra a Câmara dos deputados eleita em 1876, por maioria republicana, e ao seu líder Léon Gambetta.
A crise iniciou-se a 16 de maio quando o presidente nomeia um chefe de governo conforme o seu ponto de vista, opondo-se aos do parlamento. Prolongou-se durante todo o ano de 1877 e só terminou a 13 de dezembro de 1877 quando Mac Mahon reconhece a sua derrota política.